# Wegkapelle beim alten Friedhof in Schöngrabern

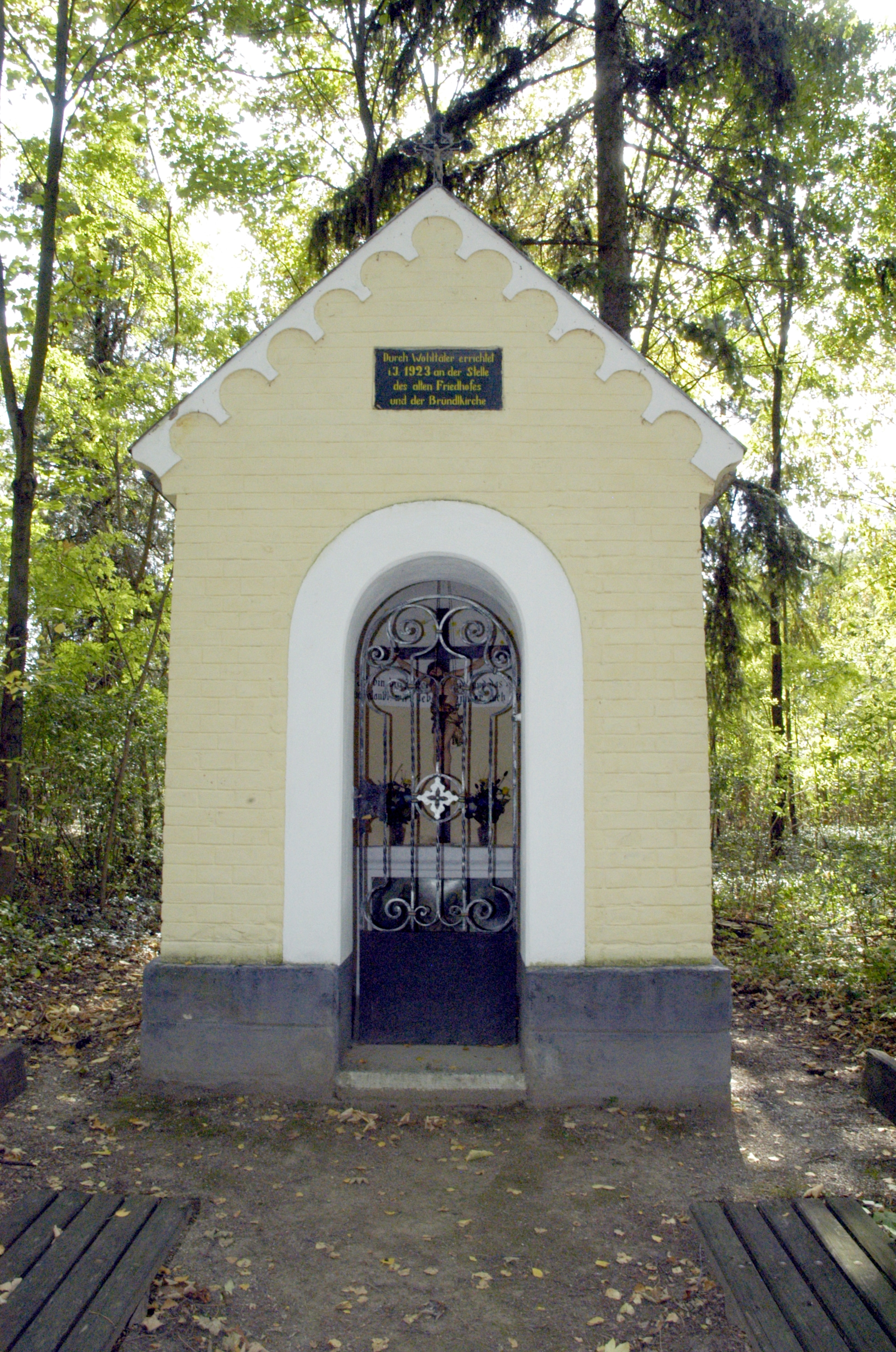
Kapelle beim alten Friedhof

Die Wegkapelle beim alten Friedhof in Schöngrabern ist ein neugotischer Backsteinbau mit Rundapsis aus dem Jahre 1923. Sie ist im Ortsteil Lerchenfeld gegenüber den Häusern auf einer Anhöhe im Wald und auf einem schmalen Weg zu Fuß erreichbar. Die Kapelle steht unter Denkmalschutz (Listeneintrag).

## Geschichte
Auf einer Weide in der Nähe einer Quelle befand sich Mitte des 17. Jahrhunderts der verwitterte Kupferstich eines Marienbildnisses. Dieser wurde 1664 durch eine von Johann Marcot geschnitzte Marienstatue ersetzt, für die man um 1700 eine neue 11 × 7 Meter große und 10 Meter hohe Holzkapelle errichtete, die 1709 geweiht wurde. Der Platz entwickelte sich rasch zu einem beliebten Ort für Wallfahrer, sodass die Bründlkirche bald zu klein wurde.
Im Jahre 1740 legte der Grundherr, Johann Baron Ludwigstorff, den Grundstein für eine neue Wallfahrtskirche als Filialkirche der örtlichen Pfarrkirche. Sie war 1778 fertiggestellt, hatte die Größe der Basilika Maria Dreieichen und war komplett ausgestattet mit Hochaltar, Gnadenbildaltar, Orgel, zwei Türmen und zwei Glocken. Kaiserin Maria Theresia stiftete ein Messkleid. Ein Dechant und zwei Kapläne besorgten die Betreuung der Wallfahrer und hielten die Gottesdienste.
Als Filialkirche fiel sie 1783 der Reform von Kaiser Joseph II. zum Opfer, wurde abgetragen und Teile des Baumaterials wurden zum Bau des Turmes der Pfarrkirche verwendet, die Marienstatue kam in die Pfarrkirche.
Der Friedhof, der sich rings um die Pfarrkirche im Ort befand, wurde wegen Platzmangels im Jahre 1808 auf den Platz der abgetragenen Bründlkirche verlegt und blieb dort bis 1904 bestehen. Drei Privatpersonen ließen 1923 an Stelle des alten Friedhofkreuzes die heutige Kapelle errichten.

## Baubeschreibung
Die Kapelle mit beigem Anstrich und Satteldach ist ein schlichter Ziegelbau auf einem Sockel aus Steinquadern. Die geschmiedete Tür ist von einer weißen Fasche umrahmt und der Giebel ist mit weißen Rundbögen verziert. Im Giebeldreieck ist eine Tafel mit der Inschrift „Durch Wohltäter errichtet i.J. 1923 an der Stelle des alten Friedhofes und der Bründlkirche.“ Auf der Rückseite ist ein Priestergrabstein eingemauert, der die Heilige Dreifaltigkeit darstellt.

## Ausstattung
Das Gewölbe ziert ein Sternenhimmel und die Aufschrift „Ich bin die Auferstehung und das Leben. Wer an mich glaubt, der wird leben, auch wenn er gestorben ist.“
Der mit Blumen geschmückte Altar hat ein großes schwarzes Kruzifix aus Holz. An der Frontseite ist ein Bild von der Grablegung Christi und darunter die Aufschrift: „Gewidmet von Josef und Maria Kerschl Nr.21, Ignaz und Katharina Hörker Nr.77, Franz und Anna Wolf Nr.44“.